# Olga Fierz
Olga Fierz (* 26. Juli 1900 in Baden, Aargau; † 17. Juni 1990 in Affoltern am Albis) war eine Schweizer Erzieherin und Übersetzerin, die zusammen mit Přemysl Pitter deutsche und jüdische Kinder in Prag nach dem Zweiten Weltkrieg rettete.

## Leben
Olga Fierz entstammte einer wohlhabenden calvinistischen Fabrikantenfamilie. Als die Firma in Konkurs ging, lernte sie Mittellosigkeit kennen. Die Familie siedelte 1910 nach Brüssel um, wo Fierz das Lehrerinnendiplom erwarb, das aber später in der Schweiz nicht anerkannt wurde. Ihr großes Vorbild war der Bildungsreformer Heinrich Pestalozzi. In Genf studierte sie am Institut Rousseau, danach nahm sie eine Stelle in einem englischen Mädchenpensionat an. Als überzeugte Pazifistin schloss sie sich dem Internationalen Versöhnungsbund an, bei dem sie in Oberammergau 1926 Přemysl Pitter und seine pädagogischen Arbeiter in den Prager Arbeitervierteln kennenlernte. 1928 siedelte sie nach Prag um und wurde Pitters engste Mitarbeiterin. Die beiden blieben lebenslange Freunde, Pitter hatte sich aus seinem tiefen Glauben heraus für die Ehelosigkeit entschieden. Olga lernte Tschechisch, gab Deutschstunden und unterstützte Pitter bei seiner Arbeit. 1933 bauten sie gemeinsam das Milíč-Haus auf, ein Kinderhaus für Kinder aus sozial schwachen Familien im Prager Stadtteil Žižkov. In der Hauszeitung veröffentlichte sie Artikel Über die Arbeitsverteilung und innere Organisation im Milíč-Haus, über Arbeit und Vergnügen der Kinder, Einige Worte über Zeugnisse, Erziehung im Milíč-Haus, Erziehung durch darstellendes Spiel.
1938, nach der Annexion der Tschechoslowakei durch Deutschland, wurde Olga von der Schweizer Botschaft aufgefordert, die Tschechoslowakei sofort zu verlassen. Sie blieb aber in Prag, um Pitter mit ihrem Schweizer Pass zu helfen. Sie versuchten nun, auch den verfolgten jüdischen Kindern mit Lebensmitteln zu helfen, die nicht ins Milíč-Haus kommen durften.
Zusammen mit ihren Mitarbeitern engagierten sie sich in der Nachkriegszeit für eine unmittelbare Hilfe für Kinder. Gleich nach der Befreiung erhielt P. Pitter die Beauftragung durch die gesundheitlich-soziale Kommission des Tschechischen Nationalrates und begann mit der Aktion Schlösser (1945–1947). Sie bauten vier leerstehende Schlösser (Štiřín, Kamenice, Olešovice, Lojovice) südlich von Prag in Erholungsheime für Kinder um. Dort wurden die freigelassenen jüdischen Kinder aus Theresienstadt aufgenommen. Hinzu kamen jüdische Jugendliche aus anderen Konzentrationslagern. Pitter und Fierz bemühten sich darum, die Angehörigen der Kinder und Jugendlichen zu finden, vielen wurde die Reise nach Palästina ermöglicht, oder sie erhielten Pflegefamilien.
1945 wurde Pitter und Fierz auch erlaubt, die kranken und verlassenen Kinder aus deutschen Internierungslagern im Großraum Prag zu holen und ebenfalls in den Schlössern unterzubringen, sodass sich nun deutsche und jüdische Kinder gemeinsam erholen konnten. Insgesamt wurden 400 deutsche Kinder dort betreut.
1947 waren etwa 800 Kinder untergebracht worden, und die Aktion Schlösser wurde beendet.
Nachdem Fierz zur Beerdigung ihrer Schwester in die Schweiz gereist war, wurde ihr die Wiedereinreise in die Tschechoslowakei verwehrt. 1951 organisierte sie die Flucht von Přemysl Pitter nach Deutschland.
In Nürnberg kümmerten sich Olga Fierz und Přemysl Pitter 1952 bis 1962 im Aussiedlerlager Valka um die Flüchtlinge aus dem kommunistischen Osten.
Den Lebensabend verbrachte Olga Fierz zusammen mit Přemysl Pitter in der Schweiz und beteiligte sich an der Herausgabe der Exilzeitschrift Hovory s pisateli (Gespräche mit Schreibenden).
Für Olga Fierz wurde in Jerusalem in der Allee der Gerechten ein Baum gepflanzt.
Der Asteroid (48782) Fierz trägt seit 2009 ihren Namen.

## Werke
- Nad vřavou nenávisti. Vzpomínky a svědectví Přemysla Pittra a Olgy Fierzové, Prag 1996.
- Hovory. Sborník Nadace Přemysla Pittra a Olgy Fierzové, Prag 1996.
- Kinderschicksale in den Wirren der Nachkriegszeit. Eine Rettungsaktion für deutsche und jüdische Kinder 1945–1947 in der Tschechoslowakei, Vitalis, Furth im Wald 2000; 2., überarbeitete Auflage 2017.